# John Pemberton

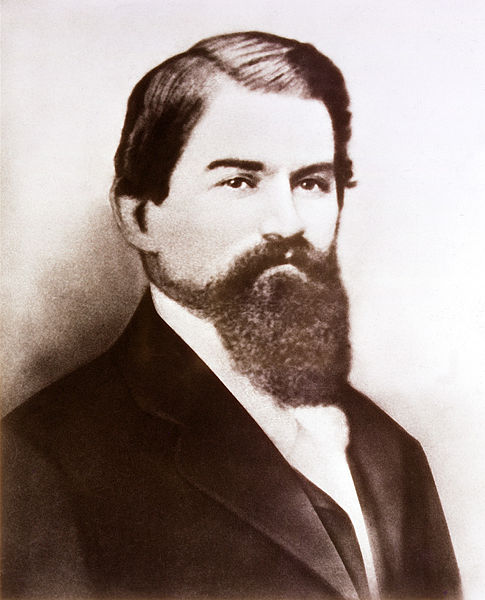
John Stith Pemberton

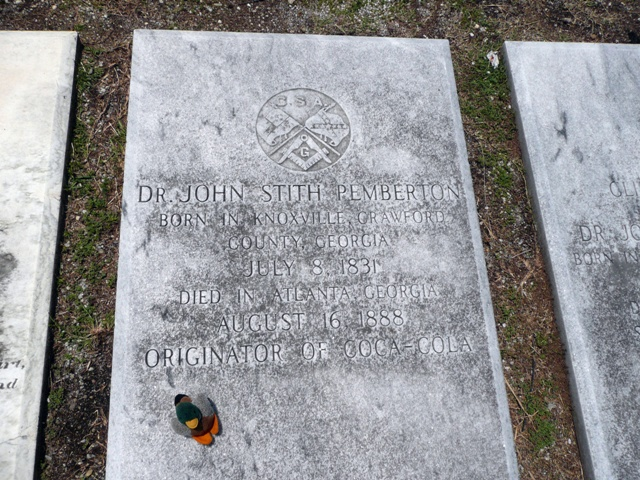
Grabstein von John Pemberton in Columbus, Georgia

John Stith Pemberton (* 8. Juli 1831 in Knoxville, Georgia; † 16. August 1888 in Atlanta, Georgia) war ein US-amerikanischer Apotheker, Oberstleutnant während des Amerikanischen Bürgerkriegs im konföderierten Heer und der Erfinder von Coca-Cola.
Mit 17 begann er die Ausbildung am nahegelegenen Southern Botanico Medical College of Georgia in Macon (Georgia). Zwei Jahre später, 1850, machte Pemberton seinen Abschluss, dem ein einjähriges Praktikum in Philadelphia als Pharmazie-Auszubildender folgte. Dort lernte er auch seine zukünftige Frau, Anne Eliza Clifford, genannt Cliff, kennen. Drei Jahre nach dem ersten Treffen, 1853, heirateten die beiden und bekamen ein Jahr später ihr erstes und einziges Kind, Charley. Bereits im Alter von 24 Jahren begann Pemberton mit dem Mixen von eigenen Rezepturen – seine ersten Kreationen waren Eureka Oil, Dr. Stanford's Great Invigorator und Southern Cordial.
Während des Amerikanischen Bürgerkriegs, in der Schlacht um Columbus (1865), erlitt Pemberton eine Brustverwundung durch einen Säbelhieb. Diese war mit ursächlich für seine spätere Morphinsucht. Pemberton war sich der Gefahren seiner Morphinabhängigkeit bewusst und er begann, morphinfreie Mixturen zu entwickeln. Seine Versuche führte er in der „Pemberton's Eagle Drug and Chemical Company“ in Columbus durch. Eine seiner ersten Rezepturen war „Dr. Tuggle's Compound Syrup of Globe Flower“ – ein Hustenmittel.
1869 zog Pemberton aus seinem Heimatort nach Atlanta.  Seit den 1870er Jahren begann ein reger Import von Coca-Blättern und Kolanüssen in die USA und Pemberton begann sich für die Cocapflanze zu interessieren. Er war überzeugt, durch das Kokain bald vom Morphium abzulassen. Kokain galt damals nicht als gesundheitsgefährdende Droge, es war legal und noch nicht einmal verschreibungspflichtig. Des Weiteren beschäftigte er sich mit der Herstellung von sogenannten Eigen- oder Hausmarken, wie Pemberton's French Wine Coca, das spätere Produkt Coca-Cola.
Bis ins Jahr 1887 experimentierte Pemberton an der Coca-Cola-Formel, bis sie schließlich in seinen Augen einigermaßen perfekt war. Am 6. Juni 1887 ließ er sich sein Getränk patentrechtlich schützen, am 28. Juni wurde dieser Antrag offiziell bestätigt. Pemberton konnte sich nicht lange über sein Monopol freuen, nur zwei Tage nach dem Patentantrag verkaufte er zwei Drittel seiner Rechte an die Firma von Asa Griggs Candler, um so Geld für seine Sucht zu beschaffen. Er wusste auch, dass er nicht mehr lange zu leben hatte. Im Wissen, dass sein Sohn Charley noch Geld für seine Zukunft brauchte, behielt er das letzte Drittel. John Pemberton starb am 16. August 1888 im Alter von 57 Jahren an Magenkrebs. Charley starb nur sechs Jahre später an einer Überdosis Rohopium – zuvor hatte er auch die restlichen Anteile an Asa verkauft, da er das Geld brauchte.
Auf seinem Grabstein sind Symbole von seinem Militärdienst in der Armee der Konföderierten Staaten von Amerika, als auch der Freimaurerei eingraviert. Pemberton war Mitglied der Freimaurerloge Columbian Lodge No. 7 in Columbus (Georgia).